# Thaumoctopus mimicus
Thaumoctopus mimicus або восьминіг-мімік — вид восьминогів, який мешкає в Індо-Тихоокеанській області. Особливої уваги він заслуговує через те, що використовує свої хроматофори не лише щоб маскуватися під фон, як інші восьминоги, але й щоб мімікрувати під різноманітних морських тварин, імітуючи їхній вигляд і поведінку. Цей вид, а також споріднений до нього Wunderpus photogenicus — єдині відомі восьминоги, які вдаються до подібної поведінки, щоб врятуватися від хижаків.

## Вигляд
Thaumoctopus mimicus має довжину близько 60 см, з яких 25 см приходиться на щупальця. Природний колір восьминога — світло-коричневий або бежевий, але зазвичай восьминіг-мімік набуває більш помітного відтінку у біло-коричневу смужку, щоб відлякати хижаків, імітуючи отруйних або агресивно-територіальних морських істот. Для цього він використовує не лише камуфляжне забарвлення, але й змінення форми свого тіла.

## Ареал та середовище існування

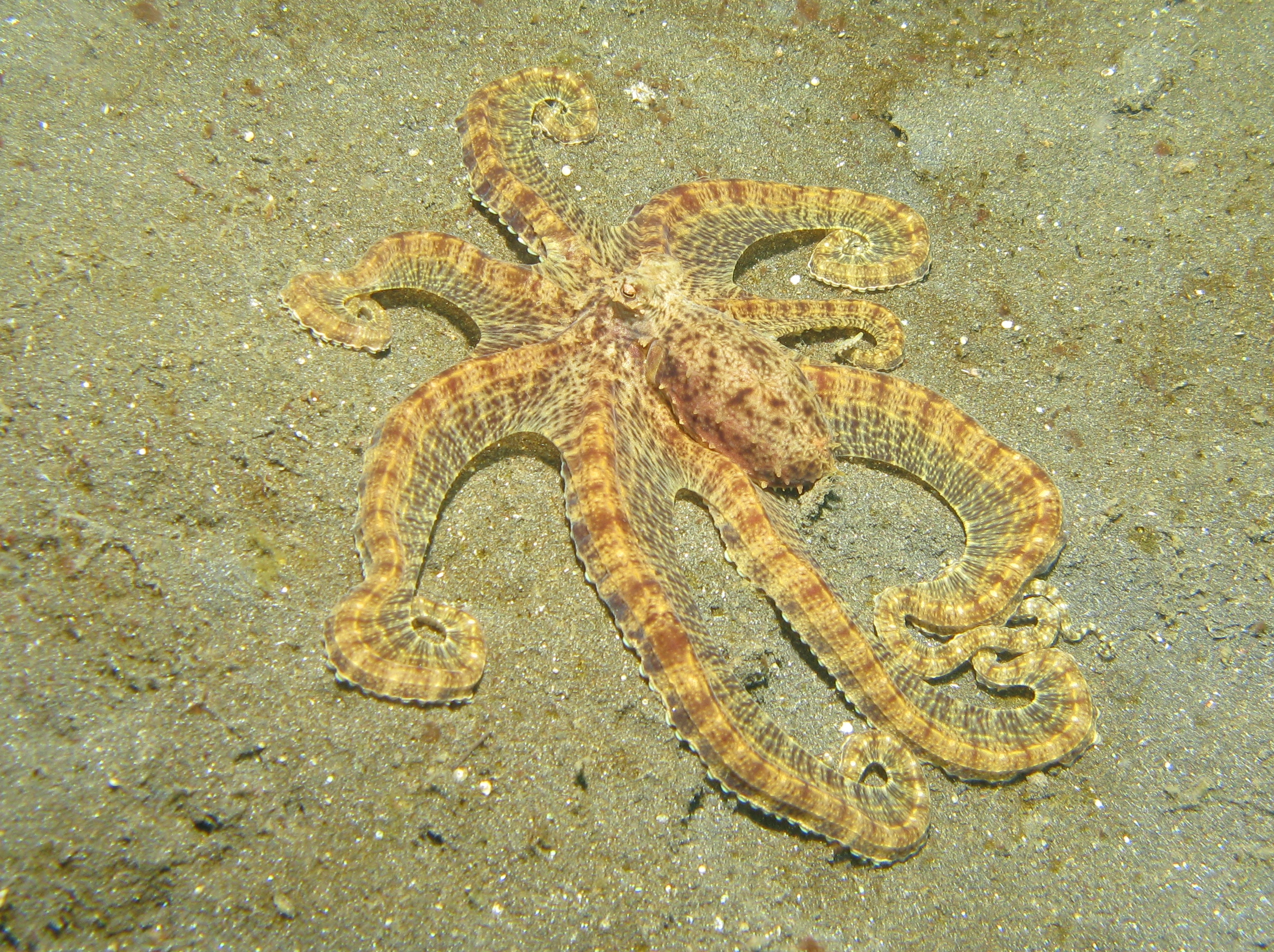
Thaumoctopus mimicus у звичайному камуфляжному забарвленні.

Вперше восьминога-міміка виявили у 1998 році біля узбережжя Сулавесі, Індонезія, на дні каламутного гирла річки. Відтоді було встановлено, що цей вид поширений в Індо-Тихоокеанській області, від Червоного моря на заході до Нової Каледонії на сході, і Сіамської затоки та Філіппін на півночі до Великого Бар'єрного рифу на півдні. Більшість задокументованих записів походять з Індонезії
. В основному зустрічається в мулистих або піщаних ділянках на глибині менше ніж 15 м, зазвичай тримаючись біля каламутного дня, щоб зливатися з ним завдяки своєму природному забарвленню. Восьминіг-мімік віддає перевагу гирлам річок і лиманам, на відміну від інших видів восьминогів, які зазвичай використовують як притулок рифи. Це пов'язано з його здатністю видавати себе за небезпечних тварин, через що менше ризикує стати на відкритій ділянці жертвою хижака, ніж інші восьминоги.

## Харчування
Восьминоги-міміки можуть бути класифіковані як мисливці або мисливці-збирачі. Вважається, що це саме мисливець, оскільки вчені задокументували здатність цього восьминога вистежувати здобич, полювати на дрібну рибу та ловити її. Однак частіше можна побачити як мімік шукає їжу плаваючи над піском і за допомогою присосок на щупальцях витягує дрібних ракоподібних із тріщин коралів або нір у піску. Оскільки міміки живуть зазвичай у каламутних водах, вважається, що їхній раціон складається з дрібної риби та ракоподібних — ці тварини здатні нормально жити в таких умовах. Поїдання міміками будь-яких рослин не помічено.

## Мімікрія

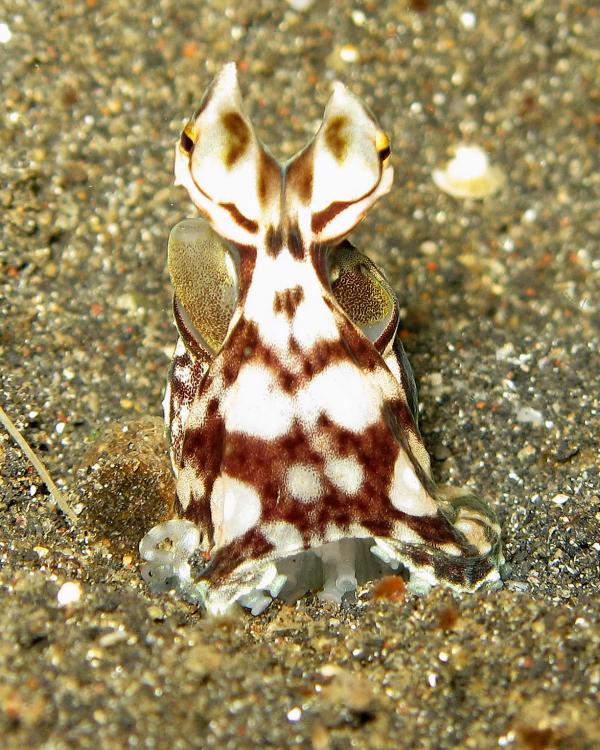
Варіант забарвлення.

Восьминоги-міміки здатні імітувати численні різні види тварин. Серед імітованих тварин відзначені:
- риба крилатка — восьминіг відповідним чином змінює колір та витягує щупальця радіально, щоб імітувати отруйні шипи риби;
- морська змія — восьминіг відповідним чином змінює колір, ховає шість щупальців в пісок, а решту два тримає паралельно одне одному;
- медузи — восьминіг роздуває мантію, простягає щупальця позаду неї та починає імітувати рухи медузи, різко підіймаючись у воді, а потім повільно опускаючись;
- камбалоподібні риби  — восьминіг складає всі щупальці в напрямку назад, щоб імітувати форму камбали, і плаває, використовуючи для плавання лише сифон[en]. Мімікрія камбали зустрічаються особливо часто: за 5 днів було помічено майже 500 випадків такої мімікрії[7];
- краби — випадок, коли восьминіг-мімік використовує свою здатність імітувати інших тварин не лише щоб захищатися від хижаків, але і вдається до агресивної мімікрії[en], щоб наблизитися до обережної здобичі. Восьминіг пересувається по дну на шести щупальцях, а рештою двома імітує «клешні», щоб підібратися до справжнього краба або підманити, якщо той сприйме замаскованого восьминога за потенційного статевого партнера.

Також відзначено, що міміки імітують і тварин, які ведуть прикріплений образ життя — таких як офіури, губки, актинії, трубчасті черв'яки, колоніальні покривники тощо.
Восьминоги цього виду здатні свідомо використовувати ту чи іншу мімікрію, залежно від ситуації. Наприклад, особина, яку налякали рибою родини Pomacentridae, імітувала жовтогубого крайта — морську змію, природного ворога цих риб.